# Opatija Battle
Opatija Battle je delno uničen benediktinski samostan v kralju Battle v Vzhodnem Sussexu v Angliji. Zgrajena je na območju, na katerem se je odvijala bitka pri Hastingsu, in je bila posvečena svetemu Martinu iz Toursa.

## Ustanovitev
Leta 1070 je papež Aleksander II. naložil Normanom, da za pokoro uredijo prostor, namenjen vsem, ki so bili ubiti pri osvajanju Anglije. Kralj Viljem Osvajalec je naročil gradnjo opatije na prostoru, na katerem je bila bitka pri Hastingsu, kot spomin na žrtve. Oltar je moral biti v obliki stele kralja Harolda II., ki je v bitki padel. Gradnja se je začela leta 1070, a je bila končana šele  po Viljemovi smrti.

### Legenda o ustanovitvi
Po legendi naj bi Viljem noč pred bitko dejal, da bo ustanovil samostan, če bo zmagal. Menih z imenom William Smith iz benediktinskega samostana Marmoutier v bližini Toursa je to slišal in ga na to spomnil po kronanju v Westminstru. Viljem je držal svojo obljubo in naročil menihu izvedbo. Menih je odšel v Marmoutier, se vrnil s štirimi brati in načrtoval zgradbo zahodno od stele, ker tam, kjer je bila bitka, ni bilo vode. Viljem je bil ogorčen nad tem in jo je dal zgraditi na določenem kraju, da bo tako z božjo pomočjo za samostan več vina kot vode v drugih samostanih v Angliji. Na ugovor, da tam ni primerno za gradnjo, je odgovoril, da bi morali prinesti kamen iz Caena, a so ugotovili, da je ustrezen kamnolom v bližini.

## Zgodovina
Opatija je bila bogato obdarjena z zemljišči in blagom, nadzor nad škofi in kraljevimi uradniki je bil izjema. Gradnja je do leta 1076 tako napredovala, da bi lahko določili opata. Imenovan je bil Robert Blancard, eden izmed Viljemovih štirih izbranih menihov, vendar je umrl, preden je lahko prišel v Battle. Nato je bil za prvega opata v Anglijo poslan Gauzbert iz Marmoutierja v samostan, posvečen svetemu Martinu na kraju bitke.
Pod opatom Gauzbertom je bila leta 1094 dokončana samostanska cerkev, v obdobju vladanja Viljemovega sina Viljema Rufusa in svetega Anselma, canterburyjskega nadškofa, pa posvečena v prisotnosti kralja. Gauzbert je zgradil tudi dormitorij. Njegov naslednik je bil opat Henrik, ki je zgradil kamnita vhodna vrata s stolpom, ki je bil sestavni del obzidja v stoletni vojni, da bi bolje zaščitili vhodni del. Četrti opat Walter de Luci je obnovil križni hodnik, od katerega so ostanki ohranjeni še danes. V njegovem mandatu je uspel tudi prvi poskus oprostitve ukinitve.
Henrikov sin Ivan Brez dežele je dovolil samostanu, da je plačal precejšnjo vsoto za izbiro svojega opata in je s tem izgubil velik del kraljevega pokroviteljstva. Že leta 1233 je bil obnovljena prošnja za izjemo, ko je škof Ralph de Neville iz Chichestra poslal papežu Gregorju IX. zahtevo za nadzor nad opatijo. Še enkrat jim je uspelo ohraniti neodvisnost. 13. stoletje je bilo nato priča obsežne strukturne prenove in izboljšav, vključno z novim opatovim prebivališčem v slogu angleške zgodnje gotike.
V 14. stoletju so samostan ogrožali vdori francoske vojske v Sussexu in Kentu ter stoletna vojna (1337–1453). Zato so med letoma 1338 in 1339 zgradili mogočno vhodno poslopje z obzidjem s cinami. Viljemova zmagoslavna nasmejana glava in Haroldova zaskrbljena glava pogledujeta za okrepitvami, kar je prikazano ob vratih. Opatija je poskrbela tudi za obrambo okolice Pevenseyja in Romneyja in imela vojaški kontingent za obrambo pred francoskim ropanjem v Winchelseaju. Epidemija kuge, ki je prizadela Anglijo med letoma 1348 in 1350, je divjala tudi v opatiji Battle. Število menihov po njej ni nikoli več doseglo ravni iz začetka 14. stoletja.

## Razpustitev in propad
Opatija z letnimi dohodki 800 funtov je bila še vedno ena najbogatejših v Angliji, a je bila ukinjena leta 1538 ob razpustitvi samostanov (1538–1541), ko je vladal Henrik VIII., in večinoma uničena. Henrik je zaseženo lastnino delil s sirom Anthonyjem Brownom. Ta je opustil cerkev, kapiteljsko dvorano in opatijo, vse zlorabljal kot kamnolom in si preuredil opatovo hišo v podeželski dvorec.

## Poznejša uporaba
Sir Thomas Webster (1677–1751) je kupil premoženje leta 1715 in je do leta 1858 ostalo v lasti njegovih potomcev. Potem ga je kupil lord Harry Vane, kasneje vojvoda Clevelandski. Po smrti njegove žene leta 1901 je posest dobila družina Webster. Leta 1922 je postala zasebni dijaški dom za dekleta Battle Abbey School, v drugi svetovni vojni so bili tukaj kanadski vojaki. Dediči zadnjega baroneta Websterja so leta 1976 prodali opatijo britanski vladi, ki je prejela donacijo ameriških pokroviteljev in objekt upravlja English Heritage. Še naprej se uporablja kot šola. Obiskovalcem običajno ogled ni dovoljen. Med poletnimi počitnicami je mogoč ogled dela nekdanje opatove rezidence, za plačilo organizirajo tudi poroke.

## Današnje stanje
Temelji in nekaj zidov opatije so še vedno vidni. Kjer je bil oltar, je označen kraj, na katerem je padel kralj Harold II., s spominsko ploščo na tleh. Ruševine in okolica bojišča je priljubljena točka za obiskovalce.
Letni vrhunec je v 14. tednu oktobra, ko ponovno uprizorijo bitko. Leta 2006 je sodelovalo okoli 2000 amaterskih igralcev, bitko pa si je ogledalo 25.000 ljudi.